# Confluence
Confluence és una població dels Estats Units a l'estat de Pennsilvània. Segons el cens del 2000 tenia 834 habitants.

## Demografia
Segons el cens del 2000, Confluence tenia 834 habitants, 349 habitatges, i 211 famílies. La densitat de població era de 201,3 habitants per quilòmetre quadrat.
Dels 349 habitatges en un 25,8% hi vivien nens de menys de 18 anys, en un 48,4% hi vivien parelles casades, en un 9,2% dones solteres, i en un 39,3% no eren unitats familiars. En el 34,4% dels habitatges hi vivien persones soles el 21,8% de les quals corresponia a persones de 65 anys o més que vivien soles. El nombre mitjà de persones vivint en cada habitatge era de 2,26 i el nombre mitjà de persones que vivien en cada família era de 2,91.
Per edats la població es repartia de la següent manera: un 20,3% tenia menys de 18 anys, un 7% entre 18 i 24, un 26,9% entre 25 i 44, un 22,7% de 45 a 60 i un 23,3% 65 anys o més.
L'edat mediana era de 42 anys. Per cada 100 dones de 18 o més anys hi havia 79,7 homes.
La renda mediana per habitatge era de 23.462 $ i la renda mediana per família de 31.181 $. Els homes tenien una renda mediana de 26.705 $ mentre que les dones 19.750 $. La renda per capita de la població era de 12.129 $. Entorn del 15% de les famílies i el 21,2% de la població estaven per davall del llindar de pobresa.

## Poblacions més properes
El següent diagrama mostra les poblacions més properes.